# Antholaimus antarcticus
Antholaimus antarcticus är en rundmaskart. Antholaimus antarcticus ingår i släktet Antholaimus och familjen Carcharolaimidae. Inga underarter finns listade i Catalogue of Life.